# Арын, Ерлан Мухтарулы
Ерлан Мухтарулы Арын (род. 23 сентября 1961, Алма-Ата, Алматинская область, КазССР) — общественно-политический деятель Казахстана, учёный, доктор экономических наук, профессор, аким Павлодарской области (2012-2013), ректор Павлодарского государственного университета им. С. Торайгырова (2001—2012), вице-министр образования, культуры и здравоохранения Республики Казахстан, первый вице-министр здравоохранения, образования и спорта Республики Казахстан, первый вице-министр образования и науки Республики Казахстан (1997—2001).

## Биография
Родился в 23 сентября 1961 года в Алма-Ате в семье педагога и ученого-германиста Мухтара Галиевича Арынова. Происходит из рода садыр племени Найман. 
Окончил в 1983 году Казахский государственный университет им. С. М. Кирова по специальности инженер-экономист.
- 1983—1985 гг. — стажер-исследователь Казахского педагогического института
- 1985—1992 гг. — Аспирант, экономист, научный сотрудник, ученый секретарь, докторант Института экономики Академии наук Казахстана
- 1992—1993 гг. — заместитель директора Центра стратегических исследований КИМЭП
- 1993—1994 гг. — первый заместитель директора КИСИ
- 1994—1997 гг. — Президент Института развития Казахстана
- 1997—1999 гг. — вице-министр образования, культуры и здравоохранения Республики Казахстан
- 1998—1999 гг. — Председатель наблюдательного совета ЗАО "Национальная компания «Шелковый путь — Казахстан»
- 1999—2001 гг. — первый вице-министр образования и науки Республики Казахстан
- 2001—2008 гг. — ректор Павлодарского государственного университета им. С. Торайгырова
- 2008 гг. — главный научный сотрудник НПЦ истории и этнографии края им. Е. Бекмаханова
- 2008—2012 гг. — ректор Павлодарского государственного университета имени С. Торайгырова
- C 20 января 2012 по 20 декабря 2013 — аким Павлодарской области

### Выборные должности, депутатство
- Депутат Павлодарского областного маслихата (с 09.2003)

## Научные, литературные труды, публикации
Автор книг:
- «Региональные проблемы социалистического образа жизни» (1989)
- «Социально-экономические условия жизни и труда молодежи сельских регионов» (1989, в соавт.)
- «Социальные регуляторы развития проблемных регионов» (1990, в соавт.)
- «На пути к рынку» (1991, в соавт.)
- «Казахстан на пути к рынку» (1991)
- «Социальная ориентация рыночного хозяйства» (1991, в соавт.)
- «Переход Казахской ССР к рыночной экономике» (1991, в соавт.)
- «Толковый словарь терминов рыночной экономики» (1991, в соавт.)
- «Economy of the Republiс of Kazakhstan Potential and Strategy of Development» (1992)
- «Экспортный сектор экономики Казахстана: состояние и особенности» (1993)
- «Казахстан — Россия: потенциал экономического сотрудничество» (1993)
- «Иностранный капитал в экономике Казахстана» (1993)
- «Экспортная ориентация национальной экономики» (1993)
- «Русско-казахский толковый экономический словарь предпринимателя» (1993, в соавт.)
- «О стратегии экономических реформ в Казахстане: приоритеты и неотложные шаги» (1993)
- «Анализ состояния и особенностей экспортоориентированной экономики в Казахстане» (1993)
- «Постсоветская Центральная Азия: стратегия и приоритеты экономического развития» (1994)
- «Малый и средний бизнес, проблемы и перспективы» (1994)
- «Факторный анализ инфляции в Казахстане» (1994)
- «Конкурентоспособность национальной экономики Республики Казахстан» (1994)
- «Проблемы охраны окружающей среды в Казахстане» (1995, в соавт.)
- «Банки Казахстана на внутреннем финансовом рынке» (1996, в соавт.)
- «Казахстан: эволюция государства и общества» (1996, в соавт.)
- «Международные экономические организации и экономические союзы» (1996, в соавт.)
- «Причины и специфика экономического кризиса в постсоветских странах Республика Казахстан: политика и развитие Алматы» (1996, в соавт.)
- «Толковый словарь Конституции Республики Казахстан» (1996)
- «Научно-технические приоритеты в структурной перестройке промышленности Казахстана» (1996)
- «Банки Казахстана на внутреннем финансовом рынке» (1996)
- «Казахстан: эволюция государства и общества Алматы» (1996)
- «Международные экономические организации и их деятельность в Республике Казахстан» (1996)
- «Центральная Азия в 2010 году (социолого-экспертный прогноз)» (1997)
- «Казахстанская политологическая энциклопедия» (1998, в соавт.)
- «Элита Казахстана» (1997, в соавт.)
- «Первые лица государства: политические портреты (с точки зрения истории и современности)» (1998, 2001)
- «100 лет нефтегазовой промышленности Казахстана (история и современность)» (1999)
- «Основы политологии» (2002, в соавт.)
- «Человек и общество» (2003)
- «Павлодарское Прииртышье» (2003, гл. ред.)

и более 250 научных трудов.
Под руководством Арын Е. М. подготовлено и успешно защищено около 30 докторских и кандидатских диссертаций. Четверо его учеников, молодых ученых стали лауреатами Госпремии «Дарын».

## Аким Павлодарской области и отставка
20 января 2012 года Указом Президента страны назначен акимом Павлодарской области.
20 декабря 2013 года подал в отставку в связи с коррупционным скандалом.
В этот же день руководитель администрации Президента Карим Масимов представил общественности нового руководителя региона. Указом Президента Республики Казахстан от 20 декабря 2013 года № 712 Бозумбаев Канат Алдабергенович назначен акимом Павлодарской области.

## Арест
Агентством финансовой полиции РК 4 марта 2014 года задержан в рамках ранее возбужденных уголовных дел. Ерлан Арын обвиняется в присвоении денежных средств в сумме 23 миллиона тенге, полученных в качестве спонсорской помощи на благоустройство города Павлодар в рамках заключенного между акиматом области и ТОО «ENRC Kazakhstan» меморандума о взаимном сотрудничестве на 2013 год.
6 марта 2014 года Арын с санкции суда арестован. 26 ноября 2014 года Ерлан Арын признан судом виновным по статье 307, часть 3 УК РК «Злоупотребление должностными полномочиями лицом, занимающим ответственную государственную должность». Он приговорен к трём годам лишения свободы условно. Кроме того, по распоряжению суда, Ерлана Арына лишили орденов «Курмет» и «Парасат». Экс-аким Павлодарской области освобожден из-под стражи в зале суда.

## Научные звания, степени, деятельность
- 1994 — доктор экономических наук, тема диссертации: «Экспортная ориентация национальной экономики (на материалах Республики Казахстан)»
- 1995 — профессор, академик Академии социальных наук Республики Казахстан
- 1995 — Академик НАК «Экология»
- 1997 — Академик Академии политической науки Республики Казахстан
- 1997 — Академик МЭА «Евразия»
- 1999 — Академик Инженерной Академии Республики Казахстан
- 2009 — Академик КНАЕН
- Почётный академик, профессор ряда республиканских и международных академий и университетов.

## Государственные и международные награды, премии, почётные звания
- Орден «Құрмет» (2004) (лишён ордена «Құрмет» по решению суда в 2014 году)[7]
- Орден «Парасат» (2011) (лишён ордена «Парасат» по решению суда в 2014 году)[7]
- Знак «За заслуги в развитии физической культуры и спорта РК»
- Золотая медаль Ассамблеи народа Казахстана «Бірлік» (2013)
- Лауреат Государственной молодежной премии «Дарын»
- Отличник просвещения Республики Казахстан
- Отличник здравоохранения Республики Казахстан
- Почётный работник образования Республики Казахстан
- Почётный гражданин Павлодарской области
- Почётный гражданин Баянаульского района
- В 1997 году средствами массовой информации среди 5 общественно-политических деятелей Казахстана назван «Человеком года».